# ジョージ・コラフェイス
ジョージ・コラフェイス（Georges Corraface, ギリシア語: Γιώργος Χωραφάς, Giórgos Chorafás、1952年10月7日 - ）は、フランスの俳優。フランス語読みではジョルジュ・コラファス。
パリ出身。ギリシャ系フランス人。フランス語、ギリシャ語、英語に堪能なことから、フランスをはじめ、先祖の国ギリシャなど欧米各国の映画・テレビドラマに出演するなど国際的に活躍、クリストファー・コロンブスの新大陸到達500年を記念した映画『コロンブス』でコロンブスを演じた（なお、同時期に制作された『1492 コロンブス』でコロンブスを演じたジェラール・ドパルデューもフランス人である）。しかし、本作で第13回ゴールデンラズベリー賞最低新人賞にノミネートされている。

## 主な出演作品
- サン・サルバドル/地獄の戦火 S.A.S. à San Salvador (1983)
- 戦争と追憶 War and Remembrance (1988) テレビミニシリーズ
- マハーバーラタ The Mahabharata (1989)
- 星の流れる果て Not Without My Daughter (1991)
- 即興曲/愛欲の旋律 Impromptu (1991)
- コロンブス Christopher Columbus: The Discovery (1992)
- プロヴァンスの秘密 Le Château des oliviers (1993) テレビミニシリーズ
- 悦楽の果て La pasión turca (1994)
- エスケープ・フロム・L.A. Escape from L.A. (1996)
- ERICH SEGAL'S ONLY LOVE エリック・シーガルズ・オンリー・ラブ Only Love (1998) テレビ映画
- 青い自転車 La bicyclette bleue (2000) テレビミニシリーズ
- キロメートル・ゼロ Km. 0 (2000)
- エッジ・オブ・トゥルース ～復讐の牙～ L'été rouge (2002) テレビミニシリーズ
- タッチ・オブ・スパイス A Touch of Spice / Politiki kouzina (2003)
- 最後のプルチネッラ L'Ultimo Pulcinella (2008)
- アサシンズ 暗殺者 Les Associés (2009) テレビ映画
- ロロ Lolo (2015)
- バッドマン 史上最低のスーパーヒーロー Super-héros malgré lui (2021)